# Kanivekoppalu, Pandavapura
Kanivekoppalu là một làng thuộc tehsil Pandavapura, huyện Mandya, bang Karnataka, Ấn Độ.